# Horand von Grafrath
Horand von Grafrath (1 de janeiro de 1895 - após 1899), conhecido como Hektor Linksrhein, foi o primeiro cão pastor alemão registrado no Stud Book da raça, foi modelo para os cães pastores alemães até os dias atuais.

## História
Foi formada na Alemanha em 1891 a Phylax Society - um clube de cães - com a intenção de padronizar algumas raças de cães.
A sociedade desintegrou-se em 1894, mas alguns dos membros continuaram as ideias desenvolvidas na sociedade. Um desses membros foi o capitão de cavalaria Max von Stephanitz, o homem que é creditado até os dias atuais como o patrono/criador da raça pastor-alemão.
Em 1899, durante uma apresentação de cães de pastoreio, von Stephanitz ficou impressionado com um cão de nome Hektor Linksrhein. O cão possuía inteligência, habilidade e obediência, qualidade que fizeram Stephanitz adquirir o animal por 200 marcos e logo em seguida, Stephanitz criou a Der Verein für Deutsche Schäferhunde (Sociedade dos Pastores Alemães).
Von Stephanitz admirou o cachorro pela sua obediência e pela fidelidade."
Von Stephanitz mudou o nome do cão para Horand von Grafrath e o incluiu como modelo principal para a reprodução de todos os cachorros desenvolvidos a partir daquele momento. Os cães provenientes foram registrados como uma nova raça de cão na Alemanha, e posteriormente no mundo, tornando Hektor o Primeiro Pastor Alemão.